# Welsh Crannóg Centre

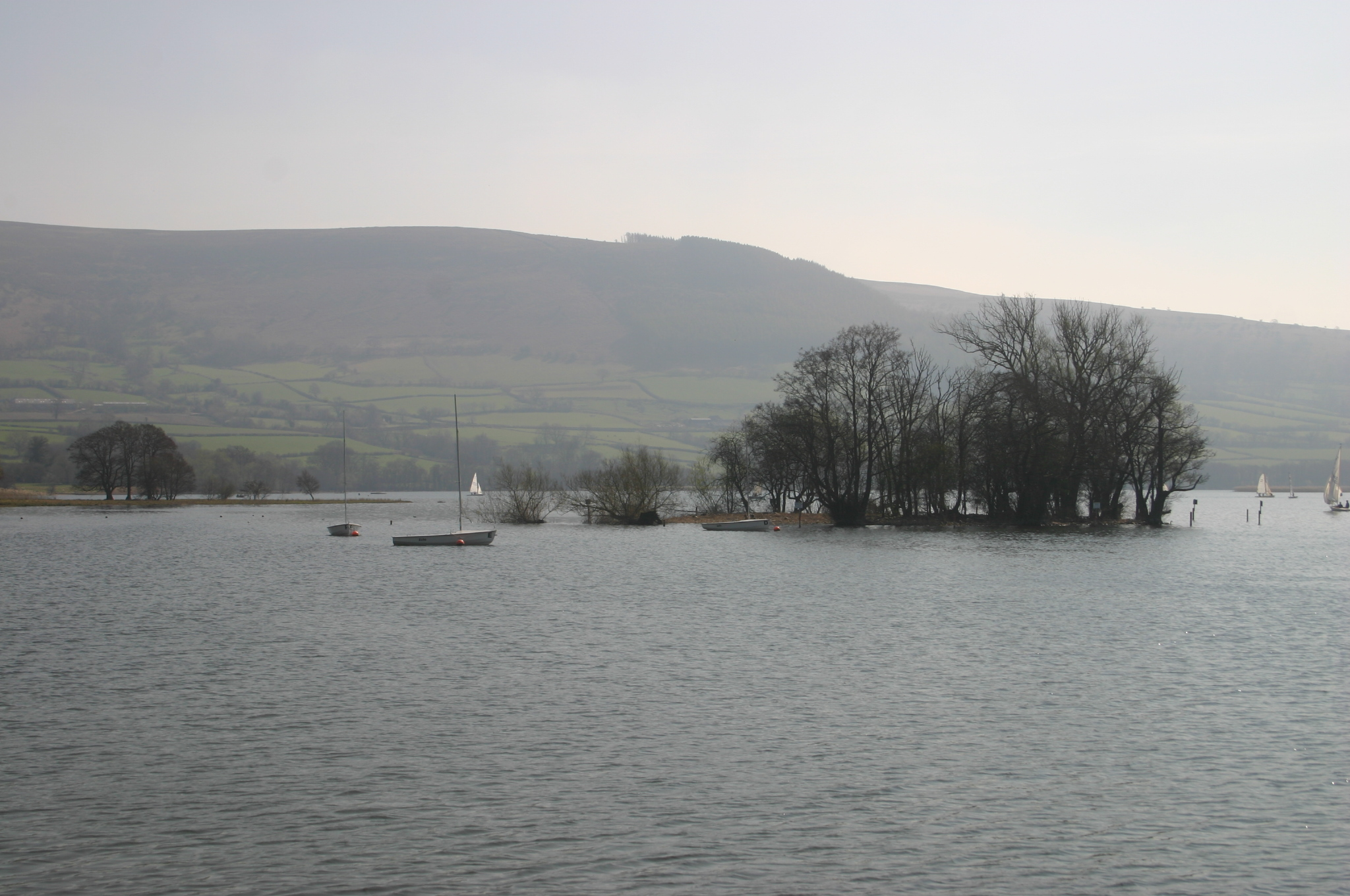
Crannóg im Llangorse Lake

Das Welsh Crannóg Centre ist die Rekonstruktion eines Crannógs im Norden des Llangorse Lake, dem größten natürlichen See im Süden von Wales, nahe Llangorse, in Powys. Der Crannóg wurde 916 n. Chr. wahrscheinlich durch den König des frühmittelalterlichen Königreichs Brycheiniog gebaut.
Der Llan-Gors Crannóg ist der einzige Crannóg, der westlich von Irland und südlich von Schottland zu finden ist. Die überwiegende Zahl dieser artifiziellen Inseln befindet sich in Irland und Schottland, wo das „Scottish Crannòg Centre“ in Kenmore am Loch Tay das Gegenstück bildet. 
Die Rekonstruktion ist eine in den See gebaute Aussichtsplattform, die den Gebäuden auf dem Crannóg zum Zeitpunkt seiner Errichtung ähneln soll, und als Informationszentrum genutzt wird. 